# Burg Birgel
Die Burg Birgel steht in Birgel, einem Stadtteil von Düren im gleichnamigen Kreis in Nordrhein-Westfalen.
Bei der Burg handelt es sich um eine vierflügelige Anlage aus Bruchsteinen, die von Gräben umgeben ist. Das Herrenhaus fügt sich dem Zug der Wirtschaftsgebäude in der Nordostecke ein. An der Ostfront liegt der zweigeschossige Torbau.
Im Zweiten Weltkrieg wurden die Gebäude erheblich zerstört. 1957 erwarb die damalige Gemeinde Birgel die Burg. Sie wurde in eine Schule umgebaut und am 10. September 1959 eingeweiht. Der vollständige Ausbau konnte allerdings erst 1964 abgeschlossen werden. Durch die kommunale Neugliederung 1972 kam sie in das Eigentum der Stadt Düren.
Als Teilnehmer der Ritterturniere, werden folgende Mitglieder der Familie Wolf von Birgel, genannt: Jost beim 8. Turnier (1080), Wolfgang beim 11. Turnier (1179), Mathaeus beim 15. Turnier (1284), Wolfgang beim 22. Turnier (1396), Die von Birgel in der Gesellschaft zum Wind beim 28. Turnier (1479).
Unter den 420 Teilnehmern des 11. Ritterturniers, im Jahr 1179 in Köln, unter Kaiser Friedrich I. Barbarossa, war auch ein  Wolff von Birgel.
1214 war ein Theis Wolf van Birgel, Schultheiß am Gericht zu Lendersdorf.
Und 1279 war ein Matthias Wolf van Birgel, Wehrmeister und Erbförster zu Maubach, einem Mühlenbach zwischen Obermaubach und Untermaubach.
Das Geschlecht derer von Birgel wird erstmals 1271 genannt, als Winnemar Frambach von Birgel Marschall des Grafen von Jülich war. Ältester Beleg für Birgel ist eine Urkunde vom 24. Juni 1301. Graf Gerhard von Jülich überließ an Johann von Birgel, er war der Neffe des Ritters Anselm, das „Haus Birgel“ und erwarb dafür die Erbvogtei Düren. Teile der heutigen Burg, so etwa große Teile des Unterbaues der Nordfront, dürften als die ursprünglichen Grundmauern dieses ältesten Burggebäudes anzusehen sein. Johann der (I) von Birgel gehörte zur Familie des 1269 und 1272 urkundlich belegten Jülicher Marschalls Winnemar Frambach. Bis 1398 blieben Erbmarschallamt und Besitz des Hauses Birgel vereint in der Hand seiner Nachkommen. Erbe von Haus Birgel wurde später Johann der Ältere von Birgel. Vielleicht ist er identisch mit dem 1404 bis 1407 als Richter in Düren Genannten mit gleichen Namen benannten und Mitunterzeichner des Jülicher Landfriedens von 1429. Letzter Namensträger auf Birgel war 1558 Johann von Birgel. Er hinterließ drei Töchter. Die jüngste von ihnen mit Namen „Coda“, verheiratet mit Peter von der Ehren, vererbte Birgel an ihren Sohn Johann von der Ehren.
1375 findet sich ein Marschall Frambach von Birgel.
1416 vereinbaren die Brüder Frambach und Simon von Birgel, unter der Vermittlung ihres Vaters des Erbmarschalls Engelbrecht Nyt von Birgel und ihrer Onkel, Andreas Smych von Lissingen Herr zu Zievel und Johann von Birgel, eine Teilung ihrer Erbgüter.
1436, 1445, 1449 und 1466 findet sich im Lande Jülich, ein Engelbrecht Nyt van Birgel, Ritter und  Erbmarschall.
1451 finden sich unter der Ritterschaft im Jülicher Land, ein Herr Engelbert Nyt van Birgel (Erbmarschall) und ein Johann van Birgel.
Er baute die zerstörte Burg wieder auf und schuf die Anlage, wie sie vom Grundriss her bis heute erhalten ist. Der in Düren wütenden Pest des Jahres 1635 fielen er und seine Frau zum Opfer. Die einzige Tochter Anna Veronika von Ehren heiratete den Pfalz-Neuburgischen Kammerherrn und Oberst Ernst von Boecop zu Ravensbergh. Beider Sohn starb ohne Nachkommen. Erbe von Birgel wurden die Großneffen und nicht seine Frau, die 1733 Birgel an den Juristen Anton Ricker veräußerte. Anton Ricker war gebürtiger Düsseldorfer, Schöffe in Düren von 1740 bis 1750 und 1758 auch Bürgermeister der Stadt Düren. Er förderte 1747/48 den Bau der steinernen Rurbrücke mit erheblichen Mitteln aus seinem Privatvermögen.
Sein Sohn, der Düsseldorfer Kanonikus Ricker, weihte 1753 die Statue des Hl. Johannes von Nepomuck, die auf der Brücke aufgestellt wurde ein. Von ihm erwarb der Düsseldorfer Bankier Johann Theodor Hoffstad das Haus Birgel. Sein Schwiegersohn Johann Arnold Leunenschloß erwarb mit seiner Heirat 1773 Birgel. Johann Arnold Leunenschloß war ein sehr angesehener Kaufmann und 1761 Bürgermeister von Düren.
Auf Birgel folgten ihm seine Söhne Johann Adolph und Johann Jakob Leunenschloß. Von ihnen wurde Haus Birgel 1786 an den Neußer Bürgermeister Clemens Zeno Sels verkauft. Nach seiner Übersiedlung nach Birgel ließ Sels die Burg oft restaurieren. Clemens Zeno Sels verstarb 1825 und von seinen Erben erwarb 1840 der Dürener Industrielle Leopold Schoeller die Burg Birgel, die er aber nur zu Sommerfesten und Jagden besuchte. Sein Sohn Alexander Paul Schoeller, ab 1885 neuer Herr auf Burg Birgel, ließ ein neues Herrenhaus in Backstein bauen und die hölzerne Zugbrücke durch eine steinerne Brücke ersetzen.
Sein Sohn Max Schoeller machte das Haus Birgel nach dem Tod seines Vaters 1892 zu seinem Wohnsitz. Er verkaufte es 1913 nach dem Tod seiner Frau mit allem Inventar und Mobiliar an Leo Freiherrn von Diergardt. Schon während des Ersten Weltkrieges litt die Burg unter ständig wechselnder Einquartierung. Während des Zweiten Weltkrieges wurden das alte Wohnhaus völlig zerstört und die Dächer der Wirtschaftsgebäude erheblich beschädigt. Nach dem Bodenreformgesetz von 1949 wurde Birgel aufgeteilt. die Burganlage wurde von der Gemeinde Birgel erworben und 1956 bis 1964 – abschnittsweise – als Schulgebäude für die Volksschule Birgel ausgebaut. Seit 1968 beherbergt das Gebäude die Grundschule von Birgel. Seit der Neugliederung 1972 ist die Stadt Düren die Eigentümerin der Burg.
Heute befindet sich die Städtische Gemeinschaftsgrundschule Burg Birgel in den Gebäuden. Hier werden Grundschüler aus Birgel, Kufferath und Berzbuir unterrichtet. Bis 1968 war hier auch die Hauptschule untergebracht.

Panorama Burg Birgel mit Kapelle

Panorama Burg Birgel mit Kapelle
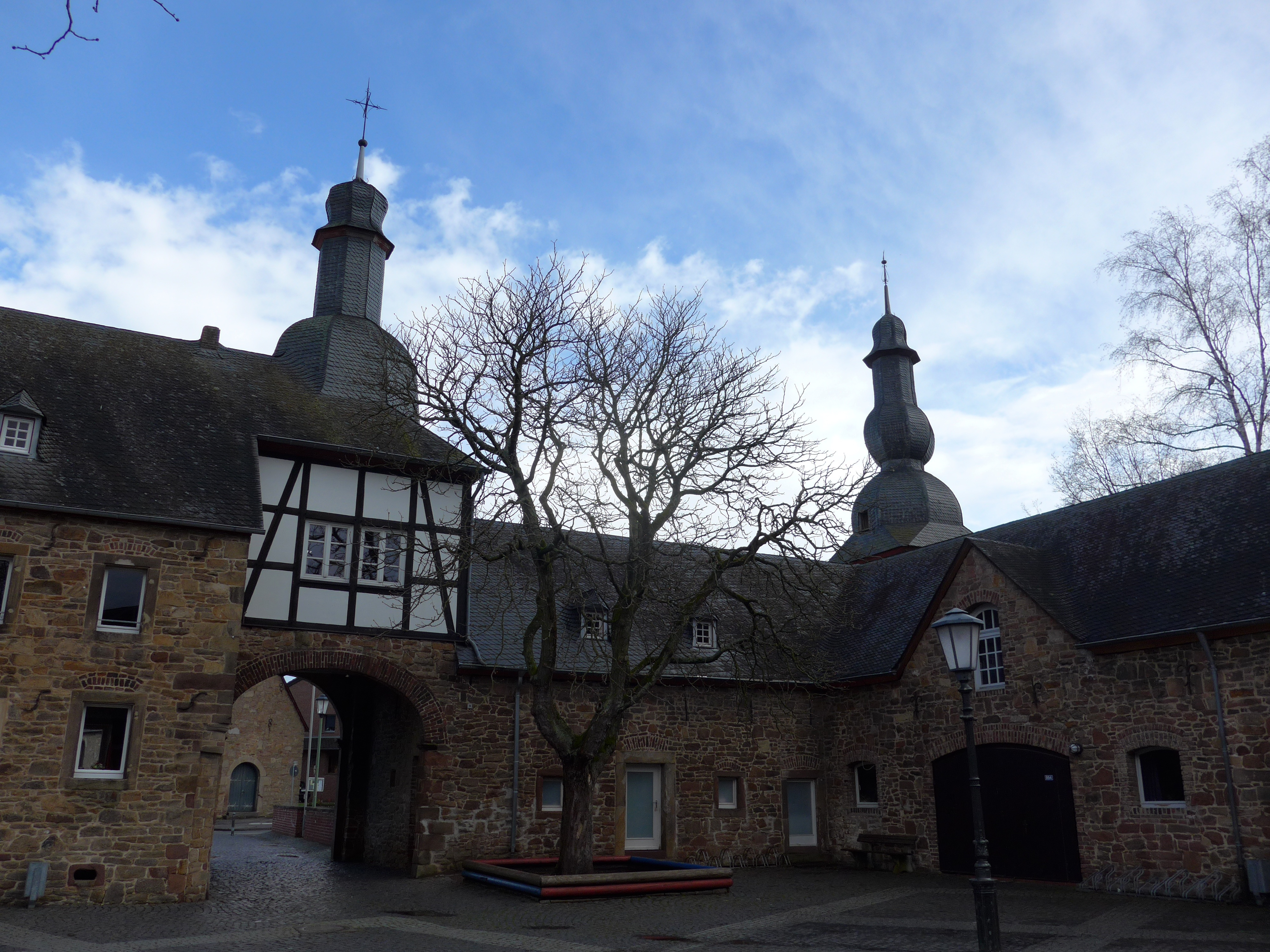
Innenhof Burg Birgel
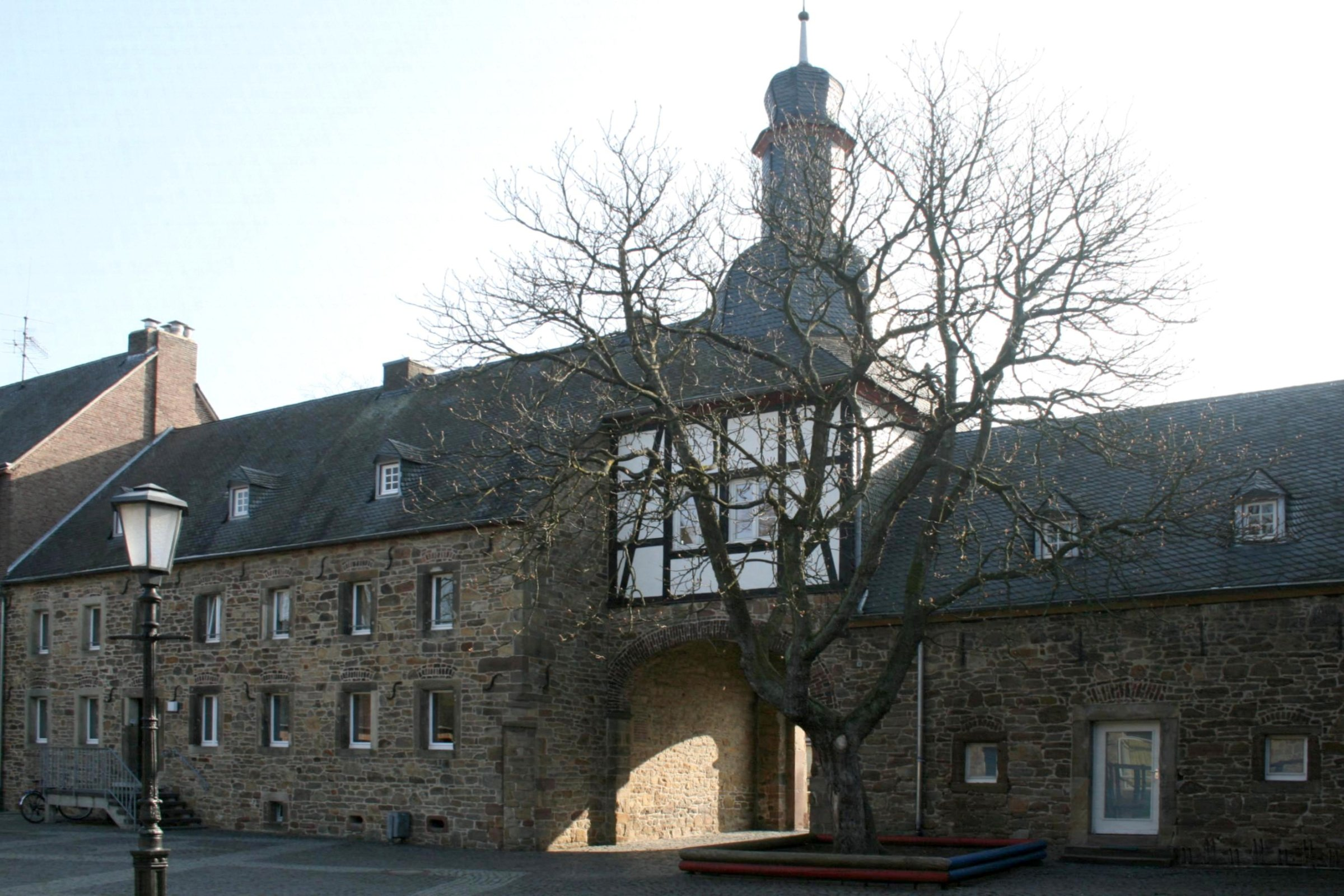
Innenhof Burg Birgel
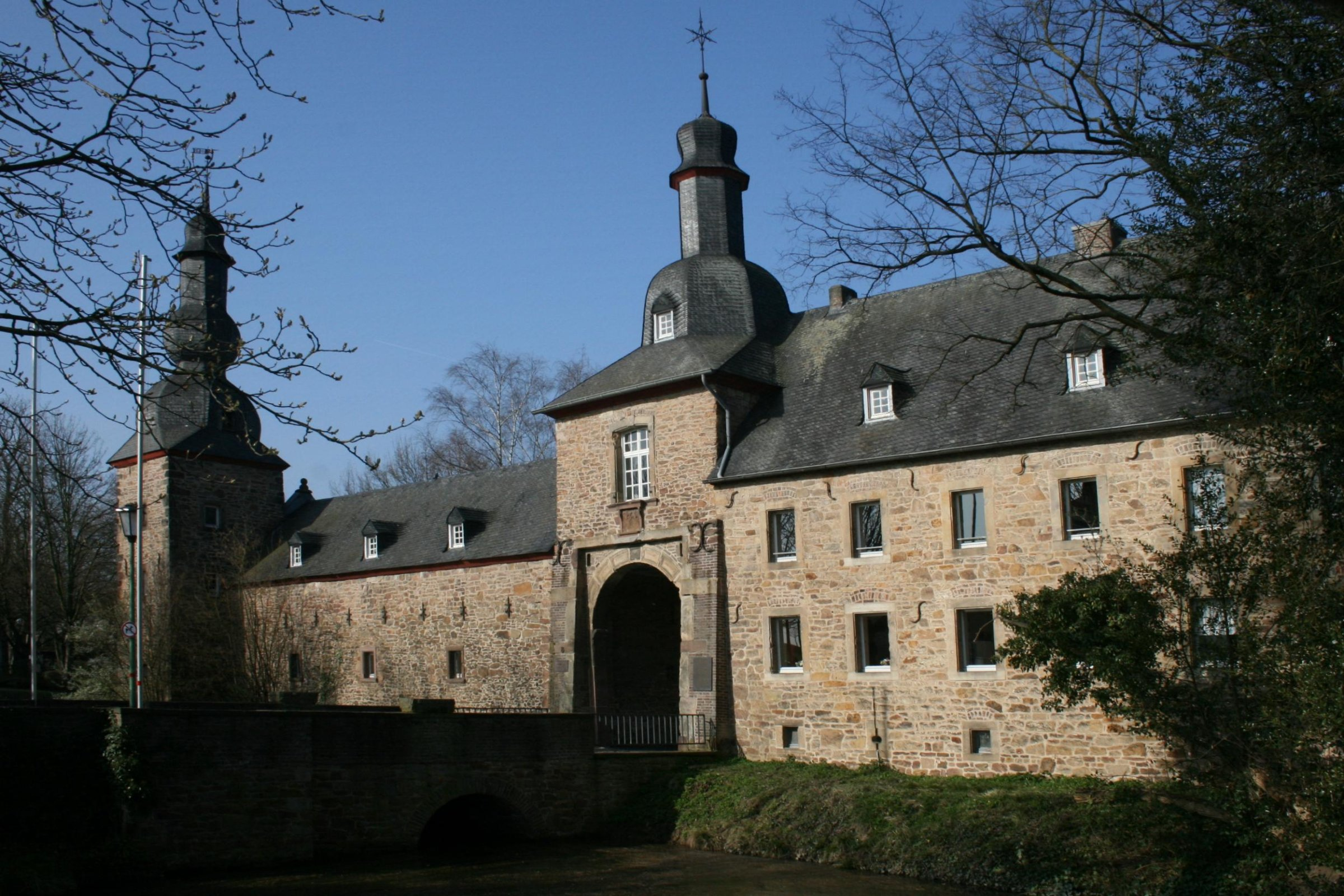
Seitenansicht Haupteingang